# 大庭三枝 (政治学者)
大庭 三枝（おおば みえ、1968年7月15日 - ）は、日本の国際政治学者（東京大学博士（学術））。専門は、国際関係論。特にアジア・太平洋の地域主義を中心とする国際関係学研究。2010年1月より2013年1月まで内閣府原子力委員会委員を務めた。

## 経歴
- 1991年　国際基督教大学教養学部社会科学科卒業[4]
- 1994年　東京大学大学院総合文化研究科国際関係論専攻修士課程修了[4]
- 1998年　東京大学大学院総合文化研究科国際社会科学専攻後期博士課程単位取得退学
- 1998 - 1999年　日本学術振興会特別研究員（PD）[4]
- 1999 - 2001年　東京大学大学院総合文化研究科助手[4]
- 2001 - 2005年　東京理科大学工学部第一部教養講師[6]
- 2002年　東京大学大学院総合文化研究科より博士号取得（博士（学術））[4]　「アジア太平洋」地域への道程 : 日豪の政策担当者と知識人の「自己包摂的地域」の模索」。 [7]
- 2004年　Nanyang Technological University (南洋工科大学) 内Institute of Defence and Strategic Studies (IDSS) (在シンガポール) 客員研究員
- 2005年 - 2014年　東京理科大学工学部第一部教養准教授および東京理科大学専門職大学院准教授[6]
- 2006年 - 2007年　ハーバード大学Program on U.S.-Japan Relations 客員研究員(Academic Research Associate)
- 2009年 - 2011年　東京大学大学院総合文化研究科　客員准教授
- 2010年 - 2013年　内閣府原子力委員会委員
- 2011年 - 2012年　参議院第一調査室客員研究員
- 2014年 - 2020年　東京理科大学工学部第一部教養教授
- 2020年 - 神奈川大学法学部教授

## 著書

### 単著
- 『アジア太平洋地域形成への道程――境界国家日豪のアイデンティティ模索と地域主義』（ミネルヴァ書房, 2004年）
- 『重層的地域としてのアジア――対立と共存の構図』（有斐閣, 2014年）

### 編著
- 『東アジアのかたち――秩序形成と統合をめぐる日米中ASEANの交差』（千倉書房, 2016年）

## 受賞
- サー・ニール・カリー出版助成賞（2003）
- 第２１回大平正芳記念賞（2005）
- 第６回NIRA大来政策研究賞 （2005）
- 第１１回中曽根康弘奨励賞（2015）